# Lystrocteisa
Lystrocteisa Simon, 1884 è un genere di ragni appartenente alla famiglia Salticidae.

## Distribuzione
L'unica specie nota di questo genere è endemica della Nuova Caledonia.

## Tassonomia
A maggio 2010, si compone di una sola specie:
- Lystrocteisa myrmex Simon, 1884[2] — Nuova Caledonia